# Lykovrysi-Pefki
Lykovrysi-Pefki (griechisch Λυκόβρυση-Πεύκη, beide (f. sg.)) ist eine Gemeinde im Norden der griechischen Region Attika und Vorort von Athen. Sie besteht aus den beiden Gemeindebezirken Lykovrysi und Pefki. Der Sitz der Gemeindeverwaltung ist Pefki.

## Verwaltungsgliederung
Die Gemeinde Lykovrysi-Pefki wurde anlässlich der Verwaltungsreform 2010 aus dem Zusammenschluss der ehemaligen Gemeinden Lykovrysi und Pefki gebildet, diese bilden seither die beiden Gemeindebezirke die gleichzeitig die beiden Stadtbezirke darstellen.
| Gemeindebezirke | griechischer Name            | Code   | Fläche (km²) | Einwohner 2011 | Stadtbezirk (Δημοτική Κοινότητα) | Lage |
| --------------- | ---------------------------- | ------ | ------------ | -------------- | -------------------------------- | ---- |
| Lykovrysi       | Δημοτική Ενότητα Λυκοβρύσεως | 460601 | 2,176        | 21.415         | Lykovrysi                        |      |
| Pefki           | Δημοτική Ενότητα Πεύκης      | 460602 | 1,950        | 9.738          | Pefki                            |      |
| Gesamt          | Gesamt                       | 4606   | 4,126        | 31.153         |                                  |      |

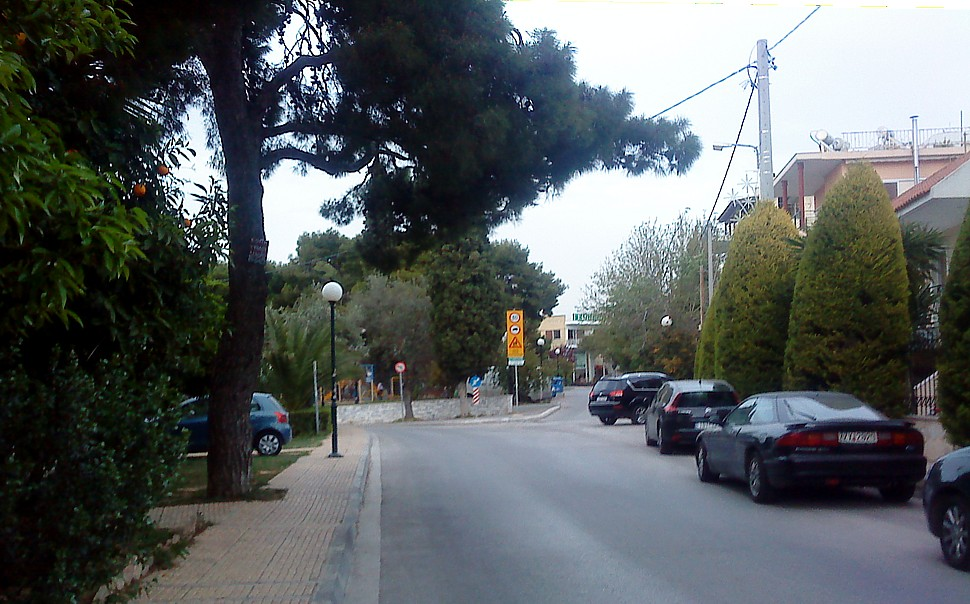
Lykovrysi
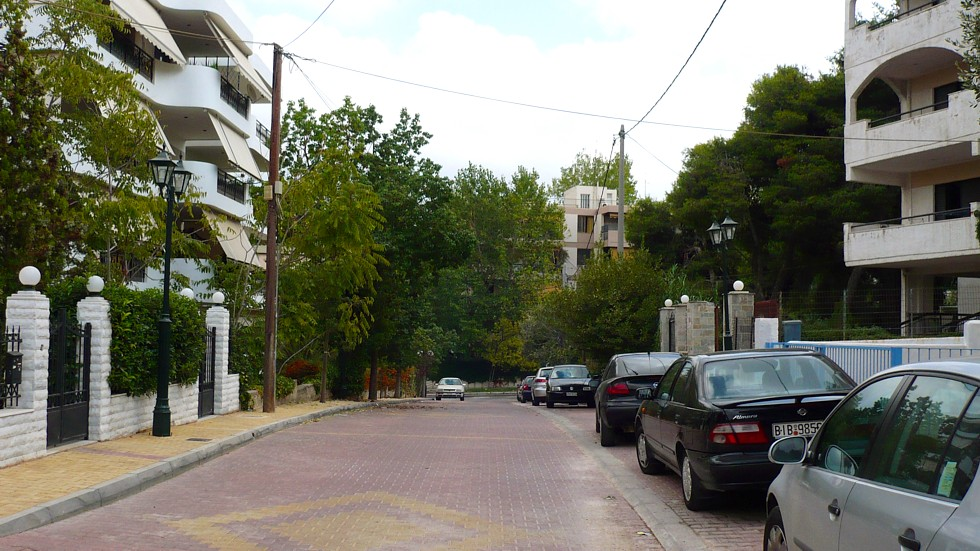
Pefki

## Partnerstädte
- Cori (Italien)
- Krnov (Tschechien)